# Скјунис
У теорији вероватноће и статистици, скјунис је мера асиметрије дистрибуције вероватноће случајне варијабле реалне вредности у односу на њену средњу вредност. Вредност скјуниса може бити позитивна, нулта, негативна или недефинисана.
За унимодалну дистрибуцију, негативна косина обично указује да је реп на левој страни дистрибуције, а позитивна косина означава да је реп на десној страни. У случајевима када је један реп дугачак, али је други реп дебео, искривљеност не поштује једноставно правило. На пример, нулта вредност значи да су репови са обе стране средње вредности у равнотежи у целини; ово је случај за симетричну дистрибуцију, али може важити и за асиметричну дистрибуцију где је један реп дугачак и танак, а други кратак, али дебео.

## Увод
Размотрите две дистрибуције на слици испод. Унутар сваког графикона, вредности на десној страни дистрибуције се сужавају другачије од вредности на левој страни. Ове сужене стране се називају репови и обезбеђују визуелно средство за одређивање које од две врсте искривљености расподела има:
- негативни скјунис: леви реп је дужи; маса расподеле је концентрисана на десној страни слике. За дистрибуцију се каже да је улево закривљена, леворепа или нагнута улево, упркос чињеници да се сама крива чини да је нагнута или је нагнута удесно; лево се уместо тога односи на леви реп који се извлачи и, често, средња вредност је нагнута лево од типичног центра података. Дистрибуција улево нагнута обично се појављује као крива нагнута удесно.
- позитивни скјунис: десни реп је дужи; маса расподеле је концентрисана на левој страни слике. За дистрибуцију се каже да је закривљена удесно, десно или нагнута удесно, упркос чињеници да је сама крива нагнута улево; десно се уместо тога односи на десни реп који се извлачи и, често, средња вредност је нагнута удесно од типичног центра података. Десно нагнута дистрибуција се обично појављује као крива нагнута улево.

Скјунис у низу података се понекад може посматрати не само графички већ једноставном инспекцијом вредности. На пример, размотрите нумерички низ (49, 50, 51), чије су вредности равномерно распоређене око централне вредности од 50. Ову секвенцу можемо трансформисати у негативно искривљену дистрибуцију додавањем вредности далеко испод средње вредности, што је вероватно негативан аутлајер, нпр. (40, 49, 50, 51). Према томе, средња вредност низа постаје 47,5, а медијана је 49,5. Засновано на формули непараметарског скјуниса, дефинисане као {\displaystyle (\mu -\nu )/\sigma ,} скјунис је негативан. Слично томе, можемо учинити да секвенца буде позитивно искривљена додавањем вредности далеко изнад средње вредности, што је вероватно позитиван излаз, нпр. (49, 50, 51, 60), где је средња вредност 52,5, а медијана 50,5.
Као што је раније поменуто, унимодална дистрибуција са нултом вредношћу асиметрије не значи да је ова дистрибуција нужно симетрична. Међутим, симетрична унимодална или мултимодална дистрибуција увек има нулти скјунис.

## Однос средине и медијане
Скјунис није директно повезан са односом између средње вредности и медијане: дистрибуција са негативним искривљењем може имати средњу вредност већу или мању од медијане, а исто тако и за позитиван скјунис.
У старијем појму непараметарске искривљености, дефинисаном као {\displaystyle (\mu -\nu )/\sigma ,} где је {\displaystyle \mu }средња вредност, {\displaystyle \nu } је медијана, {\displaystyle \sigma } је стандардна девијација, асиметрија је дефинисана у смислу овог односа: позитивна/десна непараметарска скјунис значи да је средња вредност већа од (удесно од) медијане, док негативна/лева непараметарска искривљеност значи да је средња вредност мања од (лево од) медијане. Међутим, модерна дефиниција искривљености и традиционална непараметријска дефиниција немају увек исти предзнак: иако се слажу за неке породице дистрибуција, оне се разликују у неким случајевима, а њихово мешање је погрешно.
Ако је расподела симетрична, онда је средња вредност једнака медијани, а расподела има нулту асиметрију. Ако је дистрибуција и симетрична и унимодална, онда је средња вредност = медијана = мод. Ово је случај бацања новчића или серије 1,2,3,4,... Имајте на уму, међутим, да супротно уопште није тачно, тј. нулти скјунис (дефинисана у наставку) не значи да је средња вредност једнака до медијане.
Чланак из часописа из 2005. истиче:
| „ | Многи уџбеници подучавају правило које наводи да је средња вредност десно од медијане испод десне косине, а лево од медијане испод левог нагиба. Ово правило не успева са изненађујућом учесталошћу. Може да пропадне у мултимодалним дистрибуцијама, или у дистрибуцијама где је један реп дугачак, али је други дебео. Међутим, најчешће правило не успева у дискретним дистрибуцијама где области лево и десно од медијане нису једнаке. Такве дистрибуције не само да су у супротности са уџбеничким односом између средње вредности, медијане и нагиба, већ су и у супротности са уџбеничком интерпретацијом медијане. | ” |

На пример, у дистрибуцији одраслих становника у америчким домаћинствима, нагнутост је удесно. Међутим, пошто је већина случајева мања или једнака модусу, који је такође медијана, средња вредност се налази у тежем левом репу. Као резултат тога, правило да је средња вредност десно од медијане под десним нагибом није успело.